# Алхімічні символи

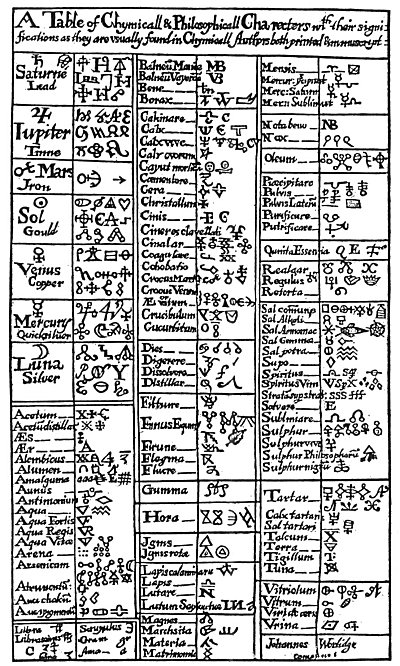
Таблиця алхімічних символів з «Останнього заповіту» Василя Валентина (близько 1670 року)

Алхімічні символи, спочатку розроблені у рамках протонауки алхімії, використовувалися для позначення деяких хімічних елементів і сполук аж до XVIII століття. Варто відзначити однак, що, попри те, що зображення символів було великою мірою стандартизоване, і самі символи, і стиль їх зображення у різних алхіміків могли відрізнятися. Тут наведено найбільш загальні символи і зображення.

## Три основні символи
Згідно з Парацельсом, три первинні речовини (основні символи) (лат. Tria Prima) — це:
- Сіль 🜔 () — тіло;
- Ртуть ☿ () — розум;
- Сірка 🜎 () — душа.

## Чотири основні елементи
- Земля 🜃 () (♁)
- Вода 🜄 ()
- Повітря 🜁 ()
- Вогонь 🜂 ()

## Сім алхімічних металів
Алхімічними металами «управляють» сім планет класичної астрології. У алхімічній практиці для позначення металу найчастіше використовується символ управляючої планети:
- Сонце (Sol) ☉ управляє Золотом 79Au 🜚
- Місяць ☽, ☾ управляє Сріблом 47Ag 🜛
- Венера ♀ управляє Міддю 29Cu 🜠
- Марс ♂ управляє Залізом 26Fe 🜜
- Юпітер ♃ управляє Оловом 50Sn
- Меркурій ☿ управляє Ртуттю ₈₀㋌
- Сатурн ♄ управляє Свинцем 82Pb

Планети Уран (1781; ♅ ⛢), Нептун (1846; ♆) і карликова планета Плутон (1930; ♇) були відкриті уже після того, як на зміну практичній алхімії прийшла хімія, і не мають відповідних алхімічних символів.

## «Ієрогліфічна монада» Джона Ді

Monas Hieroglyphica Джона Ді

Англійський математик, астроном, астролог і окультист Джон Ді (1527—1608 або 1609) розробив Monas Hieroglyphica — композитний гліф, який він описав як поєднання символів Сонця, Місяця і первинних елементів.

## Мунданні («Мирські») елементи
- Сурма 🜫 ()
- Миш'як 🜺 ()
- Вісмут 🜾 ()
- Платина
- Сірка 🜍 ()
- Цинк

## Алхімічні сполуки
- Антимонія (хлорид амонію) — Sal ammoniac 🜹
- Азотна кислота — Aqua Fortis, A.F. 🜅
- Царська вода — Aqua Regia, A.R. 🜆
- Етанол — Spiritus Vini, S.V., Spirit of Wine 🝇 або 🜈
- Амальгама — Amalgama 🝛 ()
- Кіновар (сульфід ртуті) — Cinnabar (Mercury sulfide) 🜓 (Ʒ)
- Вітриоль (сірчана кислота) — Vitriol 🜖

## Дванадцять основних алхімічних процесів

«Квадратура круга»: алхімічний символ філософського каменю, XVII століття.

Дванадцять алхімічних процесів розглядаються як основа сучасних хімічних процесів. Кожним з цих процесів «управляє» один з дванадцяти знаків зодіаку:
- Розкладання шляхом окислення/прожарення (Овен); «Calcination»
- Модифікація через застигання/коагуляцію (Тілець); «Congelation»
- Модифікація через фіксацію (Близнюки); «Fixation»
- Сполучення через розчинення 🝡 (Рак); «Dissolution»
- Розкладання шляхом травлення/прогрівання (Лев); «Digestion»
- Розділення (сепарація) шляхом дистиляції 🝠 (Діва); «Distillation»
- Розділення шляхом сублімації (сублімації речовини) 🝞 (Терези); «Sublimation»
- Розділення шляхом фільтрації 🝟 (Скорпіон); «Separation»
- Модифікація через розм'якшення до воскоподібного стану (Стрілець); «Incineration»
- Розкладання шляхом ферментації/путрефакції 🝤 (Козоріг); «Fermentation»
- З'єднання через множення (Водолій); «Multiplication»
- З'єднання через проекції/проектування (Риби); «Projection»

### Ресурси Інтернету
- Iridius' Info — Alchemy Symbols
- Gallery of Alchemy [Архівовано 6 серпня 2017 у Wayback Machine.]
- Alchemy Guild
- Alchemical symbols [Архівовано 4 січня 2015 у Wayback Machine.] in Unicode 6.0